# Bashneft
Bashneft est une entreprise russe qui fait partie de l'indice RTS.

## Historique
Bashneft a vu le jour en 1946 sous le nom de, l'entreprise de pétrochimie, Bashkir.
En 1975, elle est renommée « association de production Bashneft » avant de prendre son nom actuel en 1995.
Elle remporte en mai 1998, 6 contrats sur des champs pétroliers dans la république autonome de Khantys-Mansis.
Ses principaux gisements se trouvent en Sibérie occidentale, dans le sud-Caucase et au Kazakhstan, avec qui elle a eu de nombreux contrats depuis le début de la décennie.
En mars 2014, Bashneft acquiert l'entreprise Burneftegaz qui exerce ses activités en Sibérie occidentale pour l'équivalent de plus de 1 milliard de dollars.
En octobre 2016, Rosneft annonce l'acquisition d'une participation majoritaire dans Bashneft pour 5,3 milliards de dollars.

## Économie
Bashneft est une des principales entreprises de Bachkirie, où est situé son siège, à Oufa.
Elle produit près de 1,5 % de la richesse produite dans cette région.
C'est une des 10 plus grandes entreprises de Russie dans le domaine des hydrocarbures et exploite près de 140 puits de pétrole et de gaz à travers 27 régions de Russie, produisant près de 40 millions de tonnes de pétrole chaque année, dont près de 16 millions sont directement revendus.
Elle est possédée à plus de 63 % par la « Bashkir Open Joint Stock Fuel Company ».
Elle est actuellement en forte croissance et emploie plus de 50 000 personnes, faisant un bénéfice de près de 6 % annuellement.